# Heiß & Fettig!
Heiß & Fettig! Das Sexmagazin ist eine von Thilo Mischke moderierte Talkshow, die sich hauptsächlich mit dem Thema Sexualität beschäftigt. Die Pilotfolge wurde am 6. August 2012 während des zweiten TVLab auf ZDFneo ausgestrahlt. Damals übernahm Jan Köppen noch die Moderatorenrolle und Ulrike Schreiber die Außenberichterstattung. Für das reguläre Programm wurde der Moderationsposten mit Thilo Mischke und die Außenreporterrolle mit Ariane Alter neu besetzt.

## Konzept
Da es sich um eine Talkshow handelt, wird je Folge ein Talkgast eingeladen. Die Unterhaltung zwischen Thilo Mischke und dem Gast durchzieht die gesamte Sendung und wird durch regelmäßige Einspieler unterbrochen. In allen Themenbereichen der Sendung spielt Sexualität eine bedeutende Rolle. Zum wiederkehrenden Thema der ersten Staffel gehört Thilos Kieztagebuch, das in jeder Folge eine Aufgabe Thilos dokumentiert, die er auf dem Hamburger Kiez erledigen muss. Das Kieztagebuch wurde in der zweiten Staffel durch Tests mit Ogel und Putin ersetzt, die unregelmäßig in der zweiten Staffel gezeigt wurden. Außerdem wird Ariane Alter, die als Außenreporterin tätig ist, in jeder Folge mit einem Auftrag bedacht.
Im Gegensatz zur Pilotfolge, die noch in einer Berliner Burgerbude spielt und somit auf den Titel der Talkshow anspielt, fanden die Dreharbeiten der regulären Folgen im Hamburger Szeneclub Goldmarie statt.

## Folgen-Übersicht

### 1. Staffel
| Folge | Erstausstrahlung ZDF Mediathek / ZDFNeo | Talkgast         | Themen / Kieztagebuch                                                                     |
| ----- | --------------------------------------- | ---------------- | ----------------------------------------------------------------------------------------- |
| 1     | 11. Juli 2013                           | Paula Lambert    | BDSM, Sexualforschung in Bezug auf Pornos, Datingapps / Burlesque                         |
| 2     | 18. Juli 2013                           | Balian Buschbaum | ältere Prostituierte, vorzeitiger Samenerguss, Dildos / Koberer auf dem Kiez              |
| 3     | 25. Juli 2013                           | Elke Kuhlen      | Schamhaare, Sexwissen, Sexgeräusche / Putzen im Pornokino                                 |
| 4     | 01. August 2013                         | Mia Ming         | Sexpuppentest, „Bitch-Battle“, Nymphomanie, männliche Prostitution / Thilo als Poledancer |

### 2. Staffel
In der 2. Staffel wurde Thilos Kieztagebuch abgesetzt.
| Folge | Erstausstrahlung ZDF Mediathek / ZDFNeo | Talkgast            | Themen                                                                       |
| ----- | --------------------------------------- | ------------------- | ---------------------------------------------------------------------------- |
| 1     | 08. Mai 2014                            | Michaela Schaffrath | Polyamorie, große Altersunterschiede in Beziehungen, Sexspielzeug für Männer |
| 2     | 15. Mai 2014                            | Jochen Bendel       | Coming-out, Pornodarsteller privat, Cybersex                                 |
| 3     | 22. Mai 2014                            | Micaela Schäfer     | Sex im Freien, Sex-Coaching, Kliniksex                                       |
| 4     | 29. Mai 2014                            | Robert Stadlober    | Pornosex, Bromance, Schönheitsoperationen                                    |
| 5     | 05. Juni 2014                           | Lucy Diakovska      | Casual Dating, Tantra, Sex-Thesen-Test                                       |
| 6     | 12. Juni 2014                           | Caroline Korneli    | Sextourismus, Der Penis, Sex im Zoo                                          |

## Ausstrahlung und Quoten
Die Staffeln wurden jeweils donnerstags um 22:15 Uhr auf ZDFneo ausgestrahlt. Zur Premiere erreichte Heiß & Fettig einen Marktanteil von durchschnittlich 0,7 %. Etwa 70.000 Zuschauer im Alter von 14 bis 49 Jahren verfolgten die erste Sendung.

## Rezeption
„Wer ob des etwas unappetitlichen Titels Grenzüberschreitungen befürchtet – und das auch noch auf Kosten der Rundfunkbeitragszahler –, sei unbesorgt. Der neue Sex-Talk kommt nicht übertrieben schmuddelig daher. Oder mit den Worten des Moderators: ‚Man muss sich die Sendung so vorstellen, als wäre das ein Plausch mit leicht betrunkenen Freunden.‘ […] Bis dahin hat das deutsche Fernsehen wieder ein Magazin zum großen Thema Sexualität. Und das ist gut so.“

„Locker und entspannt wollten sie [bei ZDFneo] sein [...], aber irgendwie wissen sie in ihren Beiträgen nie so ganz, ob das Thema nun ernstzunehmen ist oder am Ende doch nur was launig-satirisches rauskommen soll. Also malen sie ihren Test-Devoten rote Clownsnasen an. [...] Betont unverkrampft, weil man ja weder pädagogisch-aufklärerisch noch offen voyeuristisch sein will. [...] Nur wohin die MacherInnen mit ihrer Sendung wirklich wollen, bleibt erstmal unklar. Aber das kann ja noch werden.“

„Zu den Eckpfeilern dieser Thementage zählt auch der Start des Sextalks «Heiß & fettig!», den der Digitalsender 2012 noch mit anderem Moderator und vor anderer Kulisse im Rahmen des «TVLab» testete. Ob es sich für ZDFneo bezahlt macht, das Format weiterzuentwickeln, lässt sich jedoch noch nicht sicher festhalten – denn die Premiere verhielt sich am Donnerstagabend aus Quotensicht recht unauffällig.“